# Кенотрон

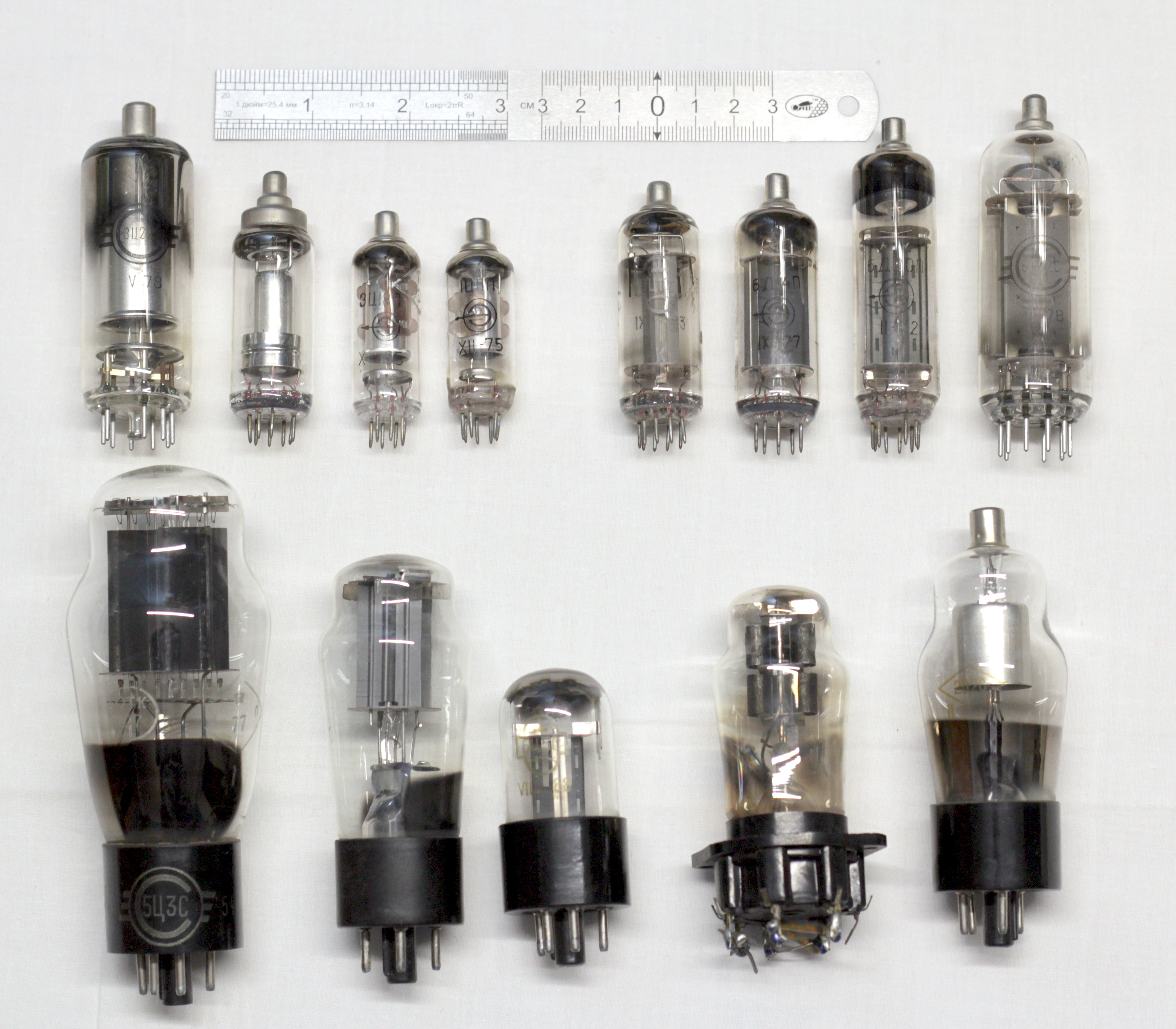
Некоторые типы маломощных кенотронов. В верхнем ряду: 3Ц22С, 1Ц21П, 3Ц18П, 1Ц11П, 6Ц10П, 6Д14П, 6Д20П, 6Д22С. В нижнем ряду: 5Ц3С, 5Ц4С, 6Ц5С, EZ4, 2Ц2С

Кенотро́н (от др.-греч. kenos — пустой и (elec)tron) — электронная лампа, предназначенная для выпрямления переменного тока. Является разновидностью электровакуумного диода. Используется в схемах выпрямителей переменного тока высоких напряжений, ранее широко применялся в схемах выходных каскадов строчной развертки ламповых телевизоров и в рентгеновских установках.

## Достоинства и недостатки
КПД кенотронного выпрямителя относительно полупроводниковых невелик, но среди преимуществ кенотронов перед полупроводниковыми приборами:
- значительное обратное напряжение (до 220 кВ на вентиль при работе в масле для серийных рентгеновских кенотронов[2], после чего происходит пробой стеклянной стенки[3]);
- чрезвычайно малые обратные токи[2];
- постоянство параметров кенотрона в более широком диапазоне частот и температур[2].

## Конструкция кенотронов
Кенотроны имеют три основных типа конструкции: одноанодный, двуханодный и двойной. Одноанодный кенотрон содержит один диод в баллоне лампы. Двуханодный и двойной кенотроны содержат два диода в одном баллоне, причём у двуханодного кенотрона эти диоды имеют общий вывод катода для использования в схеме двухполупериодного выпрямления со средней точкой, а у двойного кенотрона катоды и подогреватели имеют хорошую изоляцию друг от друга для применения в схемах умножителей.
Кенотроны обычно выполнены в стеклянном баллоне. Конструкция катода зависит от назначения кенотрона. Силовые кенотроны имеют подогревные катоды, что обеспечивает достаточно большую силу выпрямленного тока. Высоковольтные кенотроны имеют катоды прямого накала, позволяющие лампам выдерживать большие обратные напряжения (снимается проблема высоковольтной изоляции между катодом и подогревателем). Анод кенотрона металлический, обычно трубчатой конструкции. Высоковольтные кенотроны имеют аноды, оформленные в виде стакана; вывод анода сделан отдельно от других выводов на верхнем колпачке баллона лампы. Размеры анода зависят от допустимой силы выпрямленного тока и допустимого обратного напряжения. Чем выше эти величины, тем больше размеры анода и лампы в целом.

## Маркировка кенотронов
В СССР маломощные кенотроны для приёмно-усилительной аппаратуры маркировались буквой «Ц» (1Ц11П, 5Ц4С, 6Ц4П), однако некоторые демпферные кенотроны для схем строчной развёртки маркированы буквой «Д» (6Д20П). Также для питания самой маломощной аппаратуры применяют детекторные диоды и двойные диоды с маркировкой Д и Х (6Д6А, 6Х6С).
В Единой европейской системе (вторая литера) они маркировались Y — одноанодный кенотрон, Z — двуханодный.

## Подклассы кенотронов

### Силовые кенотроны
Применяются в схемах выпрямителей переменного тока низкой частоты до 400 Гц в схемах источников питания постоянного тока с напряжением порядка до 1000 В и силой тока до 350 мА. Эти источники питания предназначены для питания ламповой электронной аппаратуры малой мощности (бытовая радиоаппаратура, маломощные радиостанции, маломощные трансляционные установки, электронные измерительные приборы, простые автоматические устройства). Блоки питания мощной электронной аппаратуры используют в своих схемах газотроны, которые имеют больший выпрямленный ток и обратное напряжение, но более сложны в эксплуатации. Производство полупроводниковых диодов, выдерживающих обратное напряжение порядка сотен вольт (например, 1N4004), позволило отказаться от применения силовых кенотронов в массовой электронной аппаратуре.
Некоторые кенотроны:
- 5Ц3С (5U4G[6]) — прямого накала, двуханодный, ток нагрузки до 250 мА, октальный цоколь[7];
- 5Ц4С — косвенного накала, двуханодный, ток нагрузки до 125 мА, октальный цоколь[8];
- 5Ц8С — косвенного накала, двуханодный, ток нагрузки до 400 мА, специальный стеклянный цоколь[9];
- 6Ц13П — косвенного накала, одноанодный, ток нагрузки до 120 мА, 9-штырьковый малогабаритный цоколь;
- 6Ц4П — косвенного накала, двуханодный, ток нагрузки до 75 мА, 7-штырьковый малогабаритный цоколь[10].

В промышленной практике, исходя из требований заменяемости и ремонтопригодности, в подавляющем большинстве используются только те кенотроны, выпуск которых продолжается в настоящее время (РФ, Китай) — вышеупомянутые 5Y4G, 5Z4G и 5AR4/GZ34, не имеющий советского аналога.

### Демпферные диоды
Демпферные кенотроны применяются для демпфирования паразитных колебаний в выходном трансформаторе строчной развёртки ламповых телевизоров. Имеют оксидный подогревный катод с большим током эмиссии и способны выдерживать кратковременные импульсы тока, значительно превышающие выпрямленный ток (например, 600 мА в амплитуде импульса при выпрямленном токе 220 мА для 6Д20П) длительностью порядка нескольких микросекунд. Амплитуда импульса напряжения на катоде демпферного диода может быть порядка нескольких тысяч вольт (7 кВ для 6Д20П), поэтому вывод катода демпферного диода сделан отдельно от других выводов на верхнем колпачке баллона лампы, а изоляция катода от подогревателя усилена.
В настоящее время ламповые телевизоры не выпускаются и почти вышли из употребления, поэтому демпферные диоды по прямому назначению не используются. Они применяются в силовых выпрямителях ламповой аппаратуры.
В современной любительской (но не промышленной) практике распространены:
- 6Д22С — ток нагрузки до 300 мА, цоколь магноваль;
- 6Д14П — ток нагрузки до 150 мА[11], цоколь новаль;
- 6Ц10П — ток нагрузки до 120 мА[11], цоколь новаль.

### Высоковольтные маломощные кенотроны
Кенотроны этого типа используются для преобразования импульсного напряжения обратного хода строчной развёртки телевизоров в постоянное высокое напряжение для питания анодов кинескопов при напряжении 10—30 кВ и токе 2 мА. Кенотроны имеют оксидные катоды прямого накала и характерную конструкцию анода, похожую на металлический стаканчик, хорошо видимый через стеклянный баллон. Анод выведен к колпачку на баллоне. В настоящее время не используются в электронике, однако активно используются радиолюбителями для построения самодельных маломощных рентген аппаратов.

### Высоковольтные мощные кенотроны

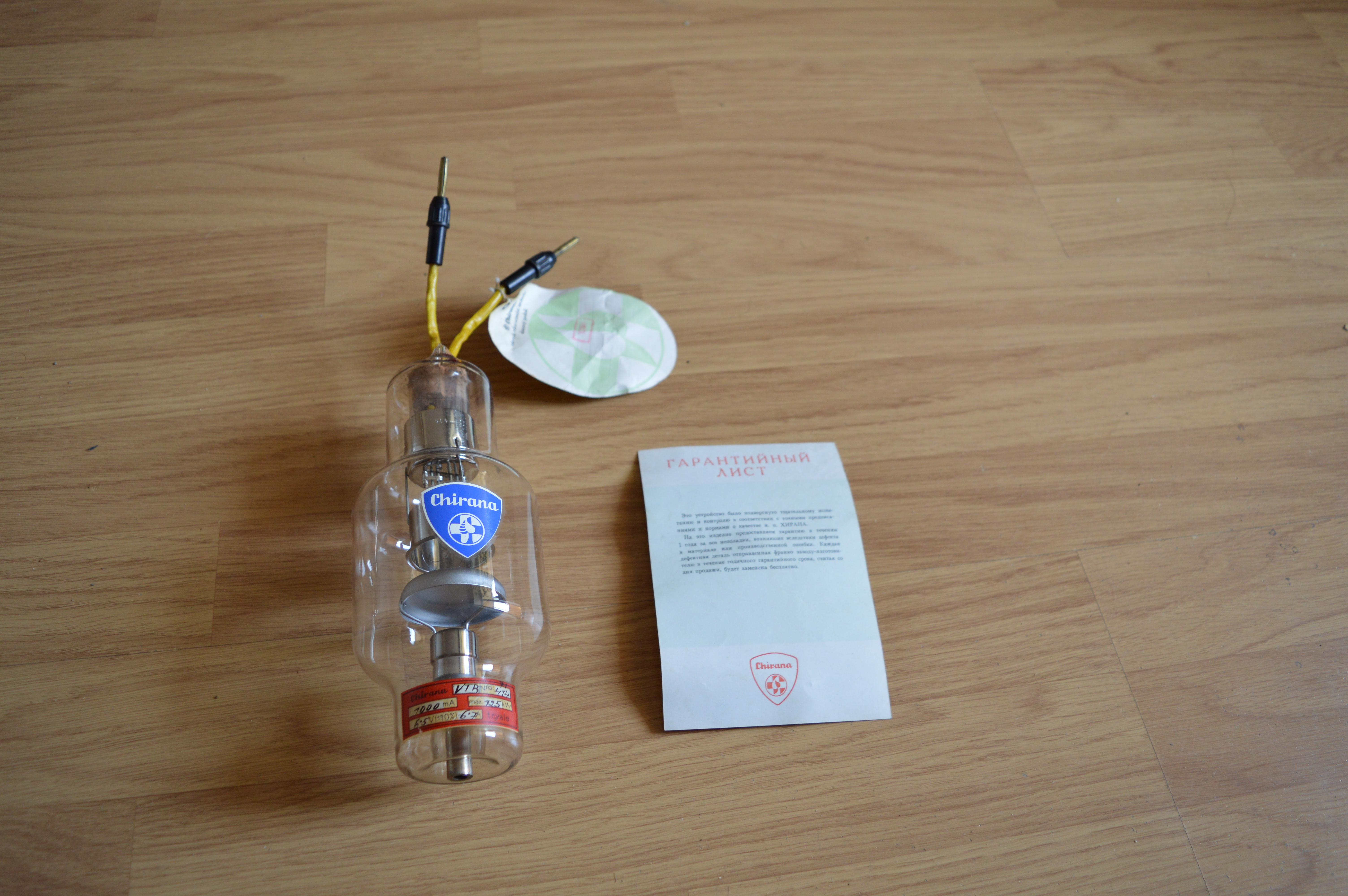
Импульсный высоковольтный кенотрон.

Предназначены для выпрямления переменного тока высокого напряжения (от единиц до сотен киловольт). Сила выпрямленного тока зависит от назначения и может быть от десятков миллиампер до десятков ампер.
Могут быть применены для:
- выпрямления переменного тока в непрерывном и импульсном режиме;
- подавления переходных процессов в импульсных устройствах;
- заряда и разряда формирующей линии импульсного модулятора
- в питании магнетронов импульсного и постоянного излучения.

Применяются в современной электронной аппаратуре (научные приборы, мощные радиопередатчики, рентгеновские установки).